# Siface
Siface, presso gli autori latini Syphax (Numidia, ... – Tivoli, 201 a.C. circa), è stato un sovrano numida.

## Biografia
Fu re dei Massesili, gli abitanti della parte occidentale della Numidia (la cui capitale, a detta di Plinio, era Siga, l'odierna Aïn Témouchent in Algeria). È ignota la sua data di nascita, mentre si sa che morì a Tibur (Tivoli) intorno al 201 a.C..
La politica dei due Stati numidi all'epoca era molto condizionata dal rapporto con il potente vicino cartaginese. All'inizio del suo regno Siface era alleato con Cartagine, con cui invece il regno Massili (Numidia orientale) era in lotta. Col tempo, però, il re massilo Gala si riavvicinò a Cartagine, e parallelamente Siface prese un atteggiamento sempre meno compiacente con quest'ultima, arrivando ad impadronirsi di alcune piazzeforti puniche sulla costa della Numidia. Durante la seconda guerra punica, dapprincipio egli si schierò dalla parte dei Romani, al contrario di Gala e di suo figlio Massinissa, alleati di Cartagine.

### Alleanza con Roma contro Cartagine
Nel 213 a.C., dopo che i due Scipioni, Publio e Gneo, ora che la situazione volgeva a loro favore in Spagna, dopo che erano stati recuperati molti tra vecchi e nuovi alleati, estesero le loro speranze anche all'Africa, il re di Numidia, Siface, da amico si era trasformato in nemico dei Cartaginesi. Gli Scipioni inviarono a lui tre centurioni come ambasciatori con l'incarico di stringere con lui un'alleanza, invitandolo a continuare la sua guerra contro Cartagine e promettendogli importanti compensi. Le proposte romane furono accolte con benevolenza dal re e accortosi di quanto egli fosse ignorante nella disciplina militare, chiese ad uno dei tre centurioni, Statorio, di rimanere come istruttore per le sue truppe, come buono e fedele alleato. Egli sosteneva che i Numidi fossero abili come cavalieri ma scarsi come fanteria.

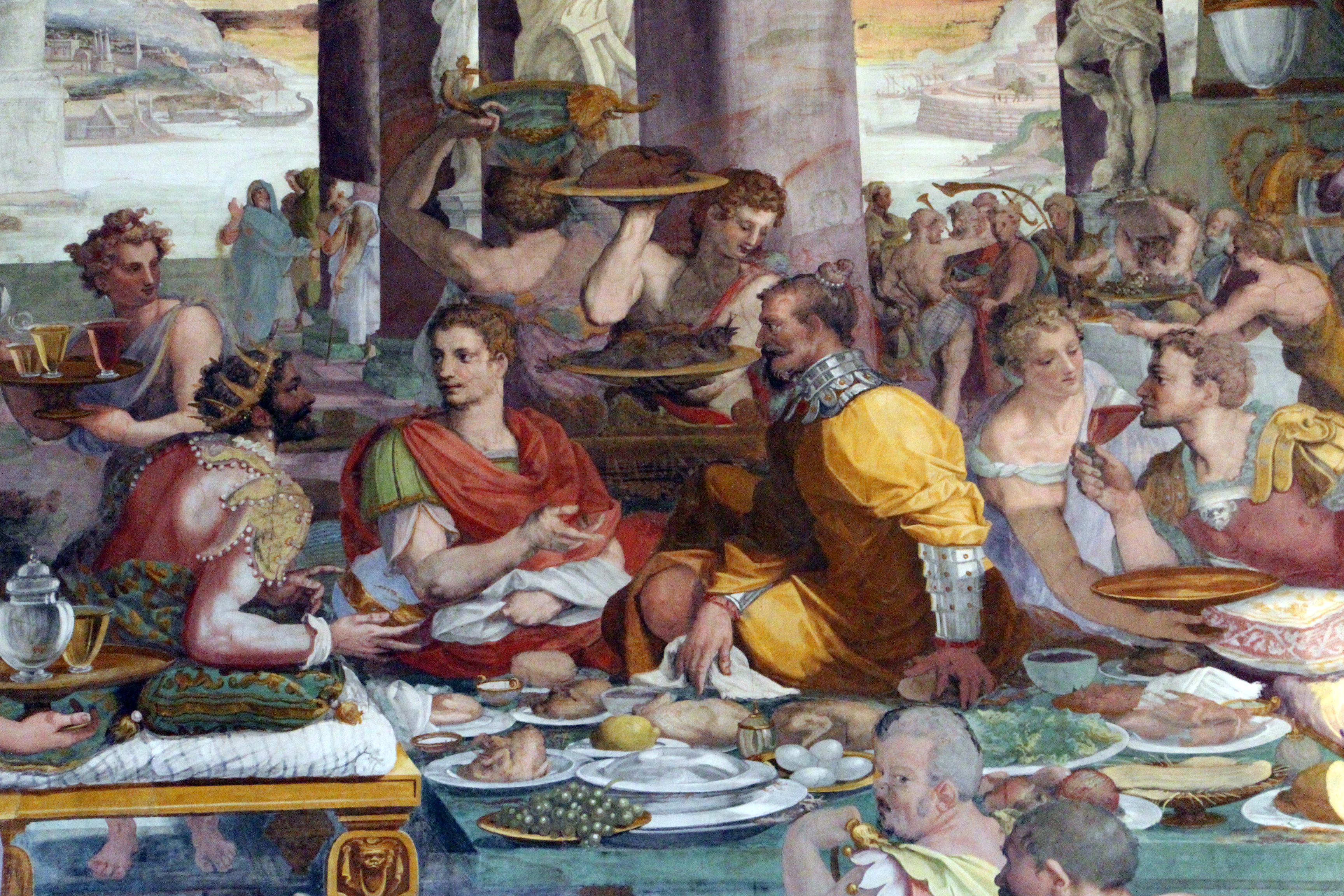
Siface di Numidia riceve Scipione Africano (affresco nella sala di Leone X dipinto da Alessandro Allori)

Come segno poi di amicizia verso i Romani, inviò loro alcuni suoi ambasciatori, insieme ai due centurioni, per siglare un patto di alleanza con i due Scipioni. Spinse quindi alla defezione quei Numidi che, come ausiliari, erano di servizio in alcune guarnigioni cartaginesi. Contemporaneamente Statorio iniziò l'arruolamento di molti giovani come soldati di fanteria e, dopo averli organizzati in modo analogo ai Romani, li sottopose a manovre ed istruzioni militari come quella di seguire le insegne. In breve tempo il re si trovò a poter fare affidamento sulla nuova fanteria tanto quanto sulla sua cavalleria, sentendosi pronto ad affrontare i Cartaginesi in una battaglia campale. L'arrivo degli ambasciatori numidi in Spagna fece sì che si moltiplicassero le defezioni. Quando i Cartaginesi vennero a sapere dell'alleanza tra Siface e i Romani, inviarono subito a Gala, che regnava sull'altra parte della Numidia tra i Massili, dei loro ambasciatori per stabilirvi una nuova alleanza.
Gala aveva un figlio di ventisette anni, Massinissa, di una tale indole che già da allora appariva che avrebbe ampliato i domini del regno di suo padre. I Cartaginesi informarono Gala del fatto che i Romani e Siface avrebbero potuto, ora che erano alleati, combattere insieme sia in Spagna, sia in Africa, con grave danno per tutte le altre genti africane. Era necessario, pertanto, contrastare questa crescente potenza su entrambi i fronti. Fu facile persuadere Gala a inviare un esercito, poiché il figlio Massinissa insisteva a chiedere quella guerra. Poco dopo, infatti, Siface fu sconfitto in una grande battaglia in Africa, dai Cartaginesi e dalle truppe guidate dal giovane Massinissa. Si dice che caddero ben 30.000 uomini. Siface allora con pochi cavalieri si rifugiò presso i Numidi Maurusi, che abitano le estreme regioni dell'Africa, vicino alle spiagge dell'oceano, di fronte a Gades. Qui egli riuscì a radunare nuovamente un grosso esercito e passò con essi in Spagna. Contemporaneamente Massinissa, giunse anch'egli nella penisola iberica, pronto a contrastare Siface senza l'aiuto dei Cartaginesi.
Nell'estate del 210 a.C., Siface inviò dei suoi ambasciatori a Roma per comunicare l'esito favorevole delle battaglie che il re aveva combattuto contro i Cartaginesi. Essi assicuravano al Senato riunito che il loro re era totalmente avverso nei confronti di Cartagine, mentre a Roma riconosceva la sua amicizia. Ricordavano che in passato Siface aveva mandato ambasciatori in Spagna ai generali romani Gneo e Publio Cornelio, e che ora più che mai desiderasse ottenere l'amicizia del popolo romano rivolgendosi al Senato stesso. Il senato non solo accettò la richiesta del re numida, ma inviò allo stesso come ambasciatori Lucio Genucio, Publio Petelio e Publio Popilio affinché gli portassero dei doni, tra cui una toga ed una tunica purpurea, una sedia curule d'avorio ed una coppa d'oro di cinque libbre. Gli ambasciatori del senato ebbero anche l'ordine di recarsi, subito dopo, dagli altri re africani, portando loro in dono, toghe preteste e coppe d'oro del peso di tre libbre ciascuna.

### Contro Roma, dalla parte di Cartagine

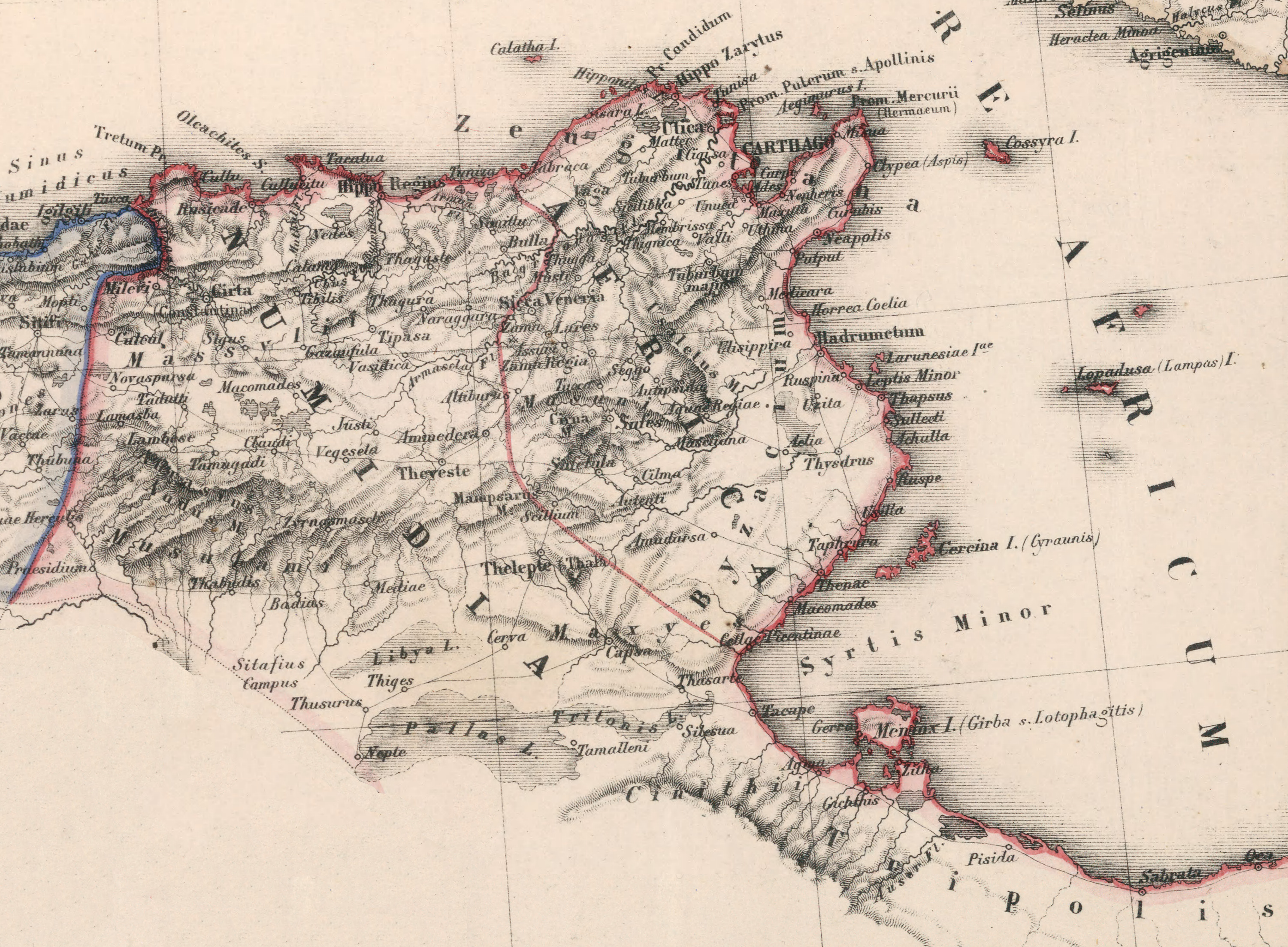
Mappa della Numidia antica

Il 206 a.C. fu un anno decisivo per le sorti della guerra. Con la vittoria in Spagna Roma diventava minacciosamente troppo vicina, e Siface tornava a guardare a Cartagine come ad un alleato. Il matrimonio con la bellissima Sofonisba, figlia del generale cartaginese Asdrubale Giscone, e un appoggio esplicito di Cartagine a Siface, che approfittando della morte di Gala cercava di estendere i propri domini a spese del regno di Massinissa, provocarono un ribaltamento delle alleanze: Siface si alleò con Cartagine e Massinissa con Roma.
Nel 203 a.C. le forze unite di Siface e di Annibale di Gisco si scontrarono con quelle romane guidate da Gaio Lelio, braccio destro di Scipione Africano, e dei loro alleati guidati da Massinissa nella Battaglia dei Campi Magni. La vittoria arrise a questi ultimi. Siface venne catturato quando il suo cavallo fu abbattuto mentre egli cercava di fermare la fuga dei suoi. Venne quindi condotto in catene sotto le mura di Cirta, che alla vista del re prigioniero si arrese ai Romani. Massinissa, ormai padrone di tutta la Numidia, sposò il giorno stesso Sofonisba cercando di sottrarla alla vendetta dei Romani (che però la fecero uccidere col veleno il giorno stesso), mentre Siface, sconfitto, veniva trasferito in esilio in Italia, dove morì, a Tivoli, un anno o due dopo.

## Siface nella cultura moderna
Si dice che la città tunisina di Sfax abbia preso il suo nome da Siface.
Le vicende di Siface hanno ispirato numerose opere liriche. In particolare una serie di melodrammi musicati da svariati compositori su libretto di Metastasio:
- Siface di Numidia, dramma per musica, libretto di Pietro Metastasio, musica Francesco Feo (prima rappresentazione: Napoli, Teatro San Bartolomeo, 13 maggio 1723) [Il libretto è una revisione de La Forza della virtù di Domenico David ]
  - Siface, musica di Nicola Porpora (I rappresentazione Venezia Teatro S Giovanni Grisostomo 26 dicembre 1725)
  - Siface, musica di Nicola Porpora, intermezzi di Michele de Falco (Roma, Teatro Capranica, 7 febbraio 1730).
  - Siface, intermezzo, musica di Giuseppe Sellitto e altri compositori (prima rappresentazione Napoli, Teatro San Bartolomeo 4 dicembre 1734)
  - Siface, musica di Leonardo Leo (prima rappr. 11 maggio 1737 Bologna teatro Malvezzi).
  - Viriate (o Siface), libretto di Pietro Metastasio e Domenico Lalli, musica di Johann Adolf Hasse (Venezia, Teatro San Giovanni Grisostomo, carnevale 1739)
  - Siface, musica di Francesco Maggiore (10 ottobre 1744 Rovigo Teatro Manfredini)
  - Siface, musica di Gioacchino Cocchi (Carnevale 1749 Napoli, Teatro San Carlo)
  - Siface, musica di Ignazio Fiorillo (1752 - Braunschweig)
  - Siface libretto di Pietro Metastasio e Apostolo Zeno, musica di Domenico Fischietti (prima rappresentazione 1761 Venezia Teatro Sant'Angelo)
  - Viriate (o Siface), libretto di Pietro Metastasio e Domenico Lalli, musica di Baldassare Galuppi (prima rappresentazione 19 maggio 1762 Venezia Teatro San Salvatore)

Altre opere sono:

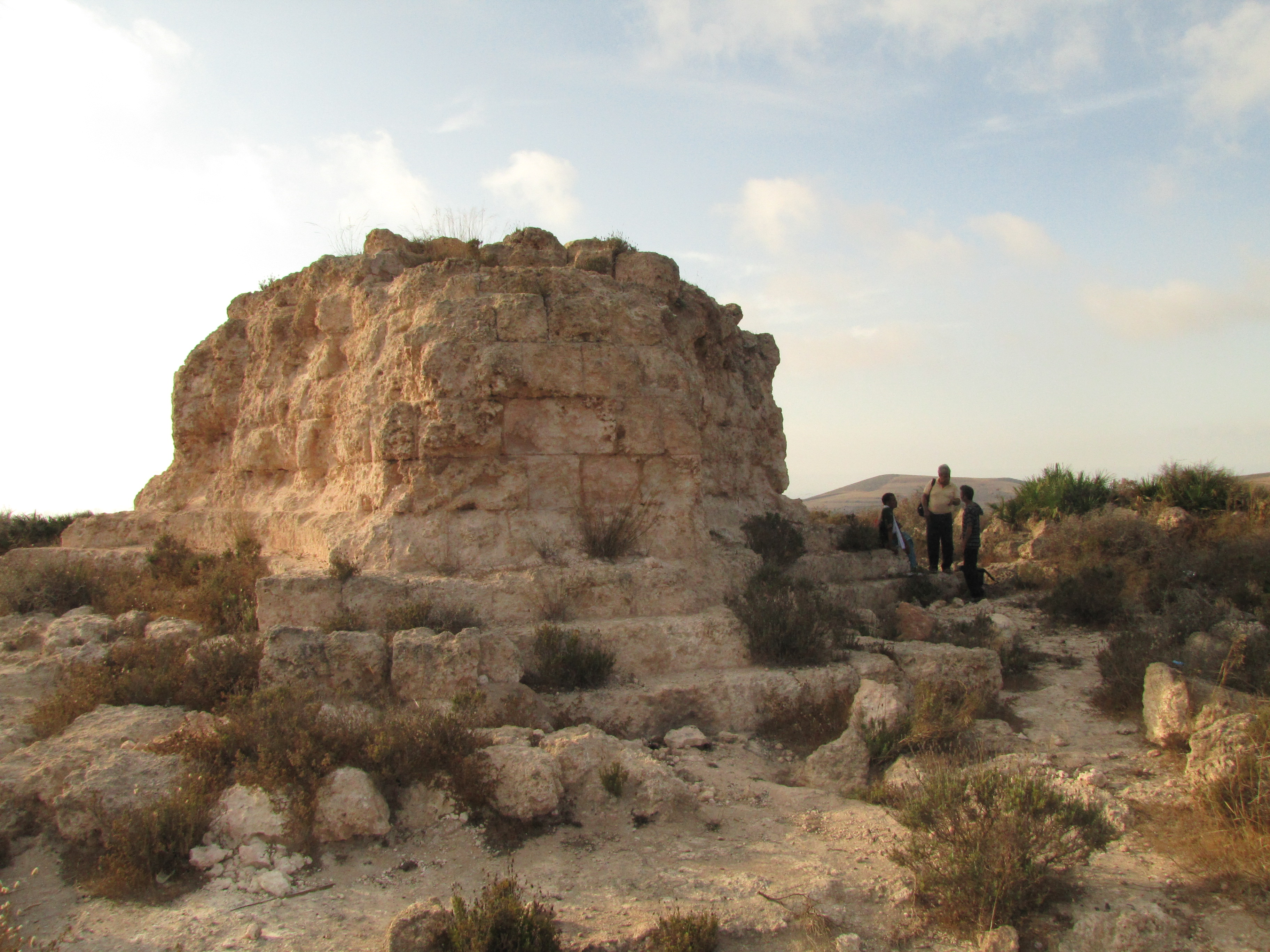
Tomba di Siface a Batna in Algeria

- Siface (o La Sofonisba), libretto di Francesco Silvani, musica di Christoph Willibald Gluck (prima rappresentazione Milano Teatro Ducale 13 gennaio 1744)
- Siface e Sofonisba, dramma per musica da cantarsi nella Real Villa di Queluz per celebrare il felicissimo giorno natalizio di S.M. fedelissima l'augusto D. Pietro III. rè di Portogallo, libretto di Gaetano Martinelli, musica di António Leal Moreira (Lisbona 5 luglio 1783)
- Siface e Sofonisba opera seria in 2 atti, libretto di Andrea Leone Tottola, musica di Pietro Alessandro Guglielmi (prima rappresentazione 30 maggio 1802, Napoli, Teatro S. Carlo)

Non va poi dimenticato il personaggio di Siface nell'opera Scipione l'Africano di Francesco Cavalli, ruolo in cui eccelse il sopranista Giovanni Francesco Grossi (1653 - 1697), che per questo acquisì il nomignolo di Siface, che rimase il suo nome d'arte.